# Беме (Доња Саксонија)
Беме (њем. Böhme) општина је у њемачкој савезној држави Доња Саксонија. Једно је од 23 општинска средишта округа Золтау-Фалингбостел. Према процјени из 2010. у општини је живјело 946 становника. Посједује регионалну шифру (AGS) 3358003.

## Географски и демографски подаци
Беме се налази у савезној држави Доња Саксонија у округу Золтау-Фалингбостел. Општина се налази на надморској висини од 19 метара. Површина општине износи 37,0 km².

## Становништво
У самом мјесту је, према процјени из 2010. године, живјело 946 становника. Просјечна густина становништва износи 26 становника/km².